# ダズ・バンド
ダズ・バンド（Dazz Band）は、アメリカ合衆国オハイオ州クリーブランド出身のファンク・バンドである。

## 略歴
1977年頃にキンズマン・ダズ（Kinsman Dazz）としてプロ・デビューし、1980年にダズ・バンドに改名。1982年に「レット・イット・ホイップ (Let It Whip)」がポップ・チャートにクロスオーバーし全米5位の大ヒットとなった。

## ディスコグラフィ

### スタジオ・アルバム
- 『インビテーション・トゥ・ラブ』 - Invitation to Love (1980年、Motown)
- 『レット・ザ・ミュージック・プレイ』 - Let the Music Play (1981年、Motown)
- 『キープ・イット・ライヴ』 - Keep It Live (1982年、Motown)
- 『オン・ザ・ワン』 - On the One (1982年、Motown)
- 『ジョイスティック』 - Joystick (1983年、Motown)
- 『ジュークボックス』 - Jukebox (1984年、Motown)
- 『ホット・スポット』 - Hot Spot (1985年、Motown)
- 『ワイルド・アンド・フリー』 - Wild & Free (1986年、Geffen)
- Rock the Room (1988年、RCA)
- 『アンダー・ザ・ストリートライツ』 - Under the Streetlights (1996年、Lucky)
- Double Exposure (1997年、Intersound)
- Here We Go Again (1998年、Intersound)
- Time Traveler (2001年、Major Hits)

### コンピレーション・アルバム
- Greatest Hits (1986年、Motown)
- Motown Legends: Dazz Band - Let It Whip - Joystick (1994年、Motown)
- 『ベスト・オブ・ダズ・バンド』 - Funkology (1994年、Motown)
- The Best Of Dazz Band (2001年、Motown)

### キンズマン・ダズ
- 『キンズマン・ダズ』 - Kinsman Dazz (1978年、20th Century Fox)
- Dazz (1979年、20th Century Fox)